# Puig de les Pedrisses
El Puig de les Pedrisses (anomenat així a l'Alt Empordà) o Pic de les Salines (nom que rep al Vallespir) és una muntanya de 1.330,6 metres situada entre els municipis de Maçanet de Cabrenys (Alt Empordà) i les comunes de Ceret i Morellàs i les Illes (Vallespir). Tanmateix, el cim de la muntanya només és compartit entre Maçanet de Cabrenys i Ceret.
Està situat a l'extrem sud-est del terme ceretà, al sud-oest del de Morellàs i les Illes, a l'antic terme comunal de les Illes i al nord-est del de Maçanet de Cabrenys. En el seu vessant nord hi ha la Cova dels Trabucaires.
Al cim hi ha un vèrtex geodèsic (referència 303076002).
El Puig de les Pedrisses és un dels passos obligats per a rutes excursionistes a peu o amb bicicleta de muntanya d'aquest sector dels Pirineus.
Les emissores de ràdio sud-catalanes que se sintonitzen al Rosselló emeten des d'antenes situades a dalt del pic.